# RMS Celtic
Az RMS Celtic a White Star Line egyik utasszállító óceánjárója volt, a Big Four becenevű, több mint 20 000 tonna összsúlyú hajónégyes első tagja  (a másik három gőzős a Cedric, a Baltic és az Adriatic voltak), a szolgálatot 1901-ben kezdte meg. A cégnek korábban volt már egy szintén Celtic nevű hajója, az SS Celtic, amely 1872-ben épült. Az RMS Celtic elsőként szárnyalta túl a Great Eastern összsúlyát, és szintén elsőként lépte át a 20 000 tonnás határt. Az évek alatt számos balesetet szenvedett el, 1928-ban pedig Írország partjainál megfeneklett, ami a gőzös pályafutása végét jelentette. A hajótörzs utolsó darabjait 1933-ban szállították el a helyszínről.

## Története

### Építése és korai évek

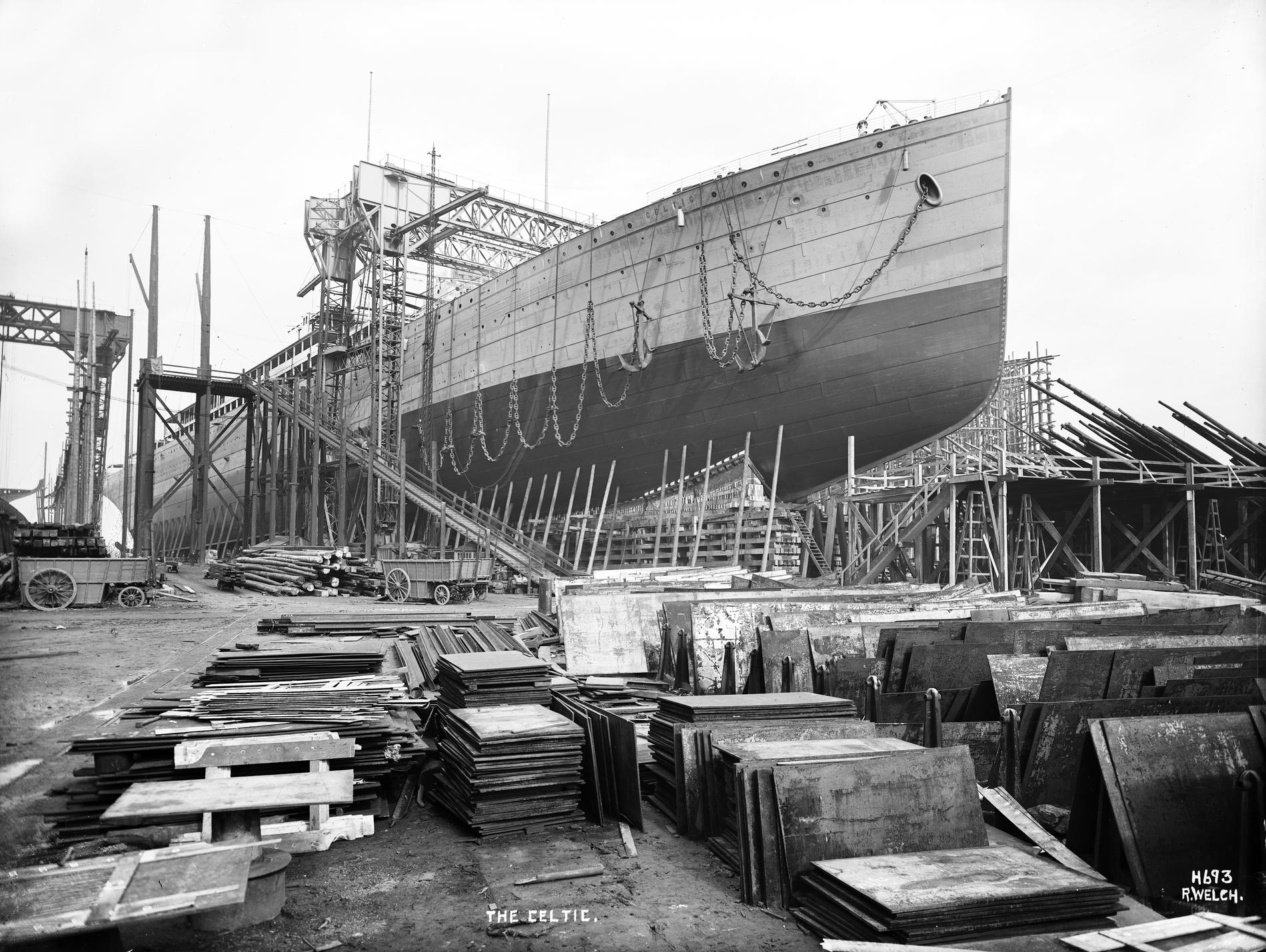
Az RMS Celtic építése Belfastban.

Thomas Ismay halála után fia, J. Bruce Ismay vette át a White Star Line vezetését, aki elvetette apja korábbi tervét, az Oceanic testvérhajójának megépítését, és elrendelte a Big Four becenevű, egyenként több mint 20 000 tonna összsúlyú hajónégyes építését. Ezek közül az első, a Celtic 1901. április 4-én hagyta el a Harland & Wolff belfasti gyárát, és július 4-én megérkezett a White Star Line-hoz. Első útjára ez év július 26-án került sor Liverpool és New York között. Hatalmas mérete miatt a New York kikötőjébe vezető csatornát ki kellett mélyíteni. Amikor a Celtic megkezdte szolgálatát, a társaságnak le kellett mondania a Kék Szalagról, ami az Atlanti-óceánt leggyorsabban átszelő gőzösnek járt, mivel a cég a gyorsaság helyett a kényelmet és a biztonságot helyezte előtérbe. A Celtic lassúsága azonban takarékosságot is jelentett a szénfogyasztás szempontjából.
1902 februárjában az óceánjáró egy öthetes földközi-tengeri hajóútra indult 800 utassal a fedélzetén a világ legnagyobb hajója cím elnyerésének apropóján. Ezen út után visszatért eredeti, transzatlanti útvonalára. 1907-ben rövid ideig az American Line üzemeltette, de az óceánjáró megtartotta a White Star Line színeit, a vörös lobogót, rajta egy fehér csillaggal.

### Az első világháború alatt
Az első világháború elején felfegyverezték és segédcirkálóvá alakították. A hajótestet acéllal burkolták és a luxusgőzöst ágyúkkal szerelték fel. December 4-én kezdte meg szolgálatát a 10. Cirkálórajban (10th Cruiser Squadron). Az ilyen hatalmas óceánjárók besorozása nemigen volt kifizetődő hatalmas szénfelhasználásuk miatt, így 1916 januárjában a Celtic-et csapatszállítóvá alakították, feladata pedig a katonák Egyiptomba szállítása lett. Még ez év márciusában azonban visszaállították eredeti, Liverpool és New York közötti útvonalára úgy, hogy szükség esetén könnyen visszaalakíthatták ismét csatahajóvá.
1917-ben Man-szigeténél aknára futott. A robbanás 17 embert ölt meg, de a gőzöst nem süllyesztette el. Peel Bay-be vontatták, majd Belfastban megjavították. Ez évben még egy, sikertelen német támadás érte a hajót, majd 1918 márciusában az Ír-tengeren torpedótalálat érte. A fedélzeten hat ember vesztette életét, ám az óceánjáró most sem süllyedt el. Liverpoolba vontatták, ahol ismét megjavították. 1919-ben szerelték le, és visszakerült a White Star Line szolgálatába. Belfastban visszaalakították a háború előtti állapotának megfelelően, 1920-ban pedig megtette háború utáni első transzatlanti útját, Liverpool és New York között.

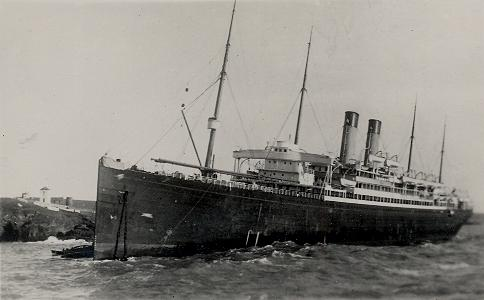
A megfeneklett gőzös Cobh partjainál.

### A háború után
1925. április 25-én a Celtic a Hampshire Coast-tal ütközött az Ír-tengeren. A gőzös nem sérült meg jelentősen, ám a Hampshire Coast annál inkább. Egy másik balesetre 1927-ben került sor, ekkor a Celtic az amerikai Anacondával találkozott. Az incidens egyik hajóban sem tett nagy kárt.
1927-ben a gőzöst átalakították. Az osztályokat megszüntették, a kabinok egységes minősítést kaptak (Cabin Class), a férőhelyek száma pedig 2500-ra módosult.
1928. december 10-én az óceánjáró az ír Cobh partjainál megfeneklett. Hogy megmentsék a hajón ragadt utasokat és a rakományt, egy hidat építettek a part és a Celtic között. A roncsot egy dán cég, a Petersen and Albeck, vásárolta meg. A gőzöst a helyszínen elkezdték szétbontani, a White Star Line pedig utódjaként egy kisebb hajót állított szolgálatba, az Albertic-et. A Celtic utolsó darabjait 1933-ban szállították el.

## ACelticjellemzői

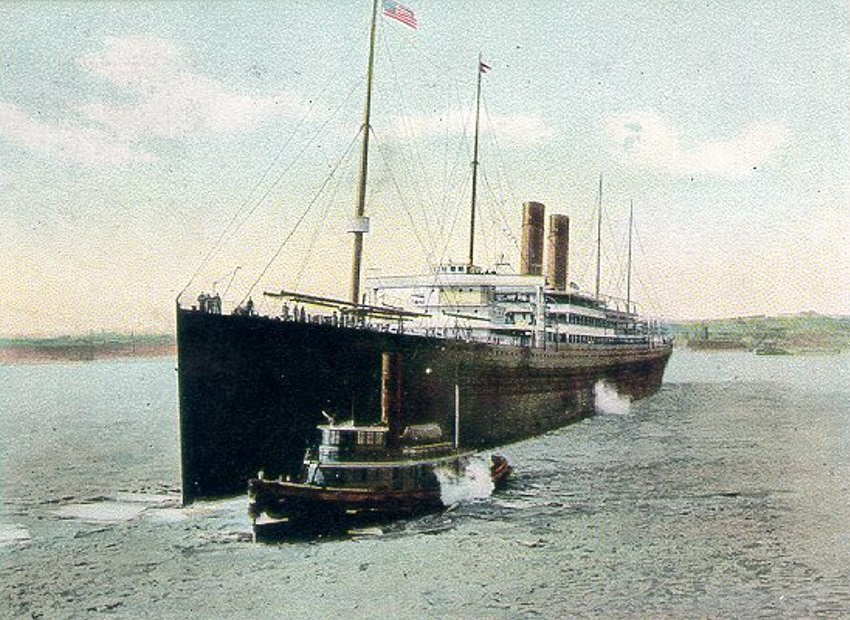
A Celtic egy korabeli képeslapon.

A Celtic kisebb volt testvérhajóinál, mégis a Cedric elkészüléséig a világ legnagyobb hajója címet viselhette. Ennek ellenére azonban rövidebb volt, mint az Oceanic.
A Celtic-et két hajócsavar hajtotta, amiket háromszoros expanziójú gőzgépek működtettek, az óceánjáró sebessége a 19 csomót is elérte. A vállalat kérésére azonban, a gazdasági és kényelmi okok miatt, az átlagsebesség 16 csomó volt. A Celtic külsőre hasonlított az Oceanic-ra, a hajótest fekete, a felépítmény fehér és a két kémény barna és fekete festést kapott. A hajónak négy árbócrúdja is volt, amik feladata a vezetékek tartása volt, vitorlák nem kerültek rá.
Bár testvérhajóinál kisebb volt, a Celtic azokkal megegyező luxust biztosított utasai számára (a legfiatalabb Big Four-tag, az Adriatic fedélzetén azonban elsőként már beltéri medence, és törökfürdők is voltak). A Celtic fedélzetén tágas kabinokat alakítottak ki, amelyekbe az elektromos áram is be volt vezetve, valamint helyet kapott egy fenséges étkező üvegtetővel fedve, és egy dohányzó is, festett üvegablakokkal. Az utasok rendelkezésére állt ezen felül még egy könyvtár, egy sétafedélzet, egy szalon és egy kávézó terasz is.

## Fordítás
Ez a szócikk részben vagy egészben  a   RMS Celtic című francia Wikipédia-szócikk ezen változatának fordításán alapul.  Az eredeti cikk szerkesztőit annak laptörténete sorolja fel. Ez a jelzés csupán a megfogalmazás eredetét és a szerzői jogokat jelzi, nem szolgál a cikkben szereplő információk forrásmegjelöléseként.